# Odo IV (książę Burgundii)

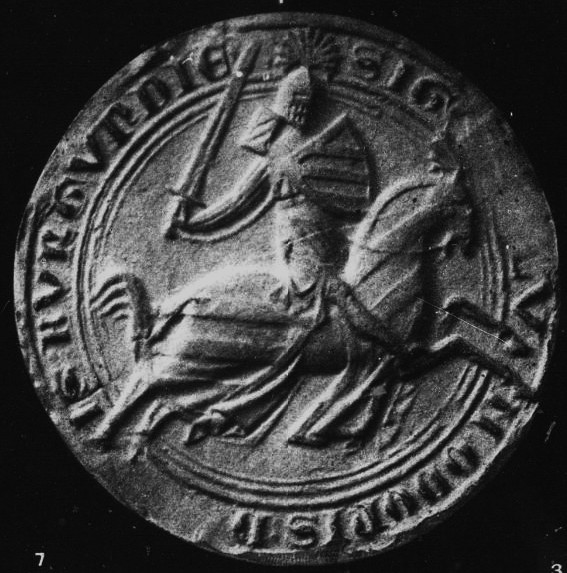
Pieczęć Odona IV

Odo IV (ur. w 1295 r., zm. 3 kwietnia 1349 r.) – książę Burgundii od 1315 r., hrabia Burgundii i hrabia Artois od 1330 r., z dynastii burgundzkiej.

## Życiorys
Odo był trzecim synem księcia burgundzkiego Roberta II i Agnieszki, córki króla Francji Ludwika IX Świętego. Najstarszy brat Jan zmarł w 1297 r. Odo odziedziczył tron burgundzki w 1315 r., po śmierci drugiego brata, Hugona V. Wystąpił przeciwko królowi Francji Filipowi V Wysokiemu próbując dochodzić praw swej siostrzenicy, jedynej córki Ludwika X Kłótliwego i siostry Odona Małgorzaty, Joanny (która żyła na dworze Odona) do tronów Nawarry i Szampanii.
Wreszcie w 1318 r. król Filip oddał Odonowi za żonę swoją najstarszą córkę Joannę, dzięki czemu Odo objął z małżonką w 1330 r. hrabstwo Artois i hrabstwo Burgundii. Król uznał również dziedzictwo siostrzenicy Odona w Szampanii w przypadku swej śmierci bez męskiego potomka. Odtąd Odo stał lojalnie w trudnym okresie wojny stuletniej po stronie królów francuskich, szczególnie Filipa VI Walezjusza, którego żoną była inna z sióstr Odona, Joanna zwana Kulawą. Jednocześnie był jednym z najpotężniejszych ludzi na dworze, na który wprowadził wielu swych ludzi. Bronił Artois i pokonał ligę baronów z hrabstwa Burgundii opowiadających się za przejęciem tronu francuskiego przez króla angielskiego Edwarda III.
Odo dzięki różnym reformom instytucjonalnym oraz zakupowi zamków zdołał wzmocnić władzę książęcą w swych włościach. Założył kartuzję w Beaune. Zmarł wskutek upadku z konia. Ponieważ jego syn Filip zmarł przed jego śmiercią (w 1346 r.), następcą Odona został jego wnuk Filip I z Rouvres.